# False Start
False Start ist ein Gemälde des US-amerikanischen Künstlers Jasper Johns aus dem Jahr 1959, das als Vorläufer der Pop-Art gilt. Das Bild erzielte mit 80 Millionen US-Dollar den bisher höchsten Preis, der für ein Bild von Jasper Johns gezahlt worden ist.

## Geschichte
1960 verkaufte Jasper Johns’ Galerist Leo Castelli, der in seiner New Yorker Galerie für Johns die erste Einzelausstellung ausgerichtet hatte, das Bild für $3,150 an den Taxi-Tycoon und Kunstsammler Robert Scull († 1986) und dessen Frau Ethel Redner Scull (1921–2001), die zu den ersten gehörten, die Werke der Pop Art und des Abstrakten Expressionismus sammelten.
In den Sechzigern verkauften die Sculls das Bild an den Architekten François de Ménil, ein Sohn von John und Dominique de Ménil, die Erben des Öltechnologie-Unternehmens Schlumberger. 1988 wurde das Bild in einer Versteigerung bei Sotheby’s von dem US-amerikanischen Geschäftsmann und Philanthropen Samuel Irving Newhouse (* 1927) für 17 Millionen Dollar ersteigert. In den frühen neunziger Jahren begann sich Newhouse nach und nach von seiner exzellenten Sammlung amerikanischer Kunst zu trennen, False Start ging an den Medien-Mogul David Geffen. Geffen verkaufte 2006 das Bild an den
Hedgefonds-Manager Kenneth C. Griffin für 80 Millionen Dollar, was zu diesem Zeitpunkt der höchste jemals erzielte Preis für ein Werk eines lebenden Künstlers war.
False Start ist eins den populärsten Bilder von Jasper Johns und wird in unzähligen Prints oder als handgemalte Kopie im Internethandel angeboten.

## Beschreibung
Das abstrakte und expressive Bild ist in der Trias der Grundfarben Rot, Gelb und Blau sowie mit Weiß und wenig Grau gemalt. Die Farben Hellblau und Orange entstehen durch das Hineinführen des farbgesättigten Pinsels in die noch nassen Farbfelder Blau und Rot mit jeweils Weiß bzw. Gelb. Mit Schablonen sind wie zufällig die Farbnamen BLUE, RED, YELLOW, ORANGE, GREEN, WHITE und GRAY aufgetragen, entweder schräg oder bildparallel, wobei Farbname und Farbfeld allenfalls partiell deckungsgleich sind (und Johns somit mit dem automatischen und unmittelbaren Erkennen von Wortbedeutungen spielt) bzw. Teile des Farbnamens von lockeren und dynamischen Pinselstrichen übermalt sind. Die Leinwand ist unregelmäßig aber vollständig von den grellen, nicht abgegrenzten Farbfeldern überzogen, die wie zufällig nebeneinander gesetzt sind und die in ihrer Dynamik der Explosion eines Feuerwerkskörpers ähneln.